# مؤسسه نوبل نروژ
موسسه نوبل نروژ (به نروژی: Det Norske Nobelinstitutt) در اسلو قرار دارد.

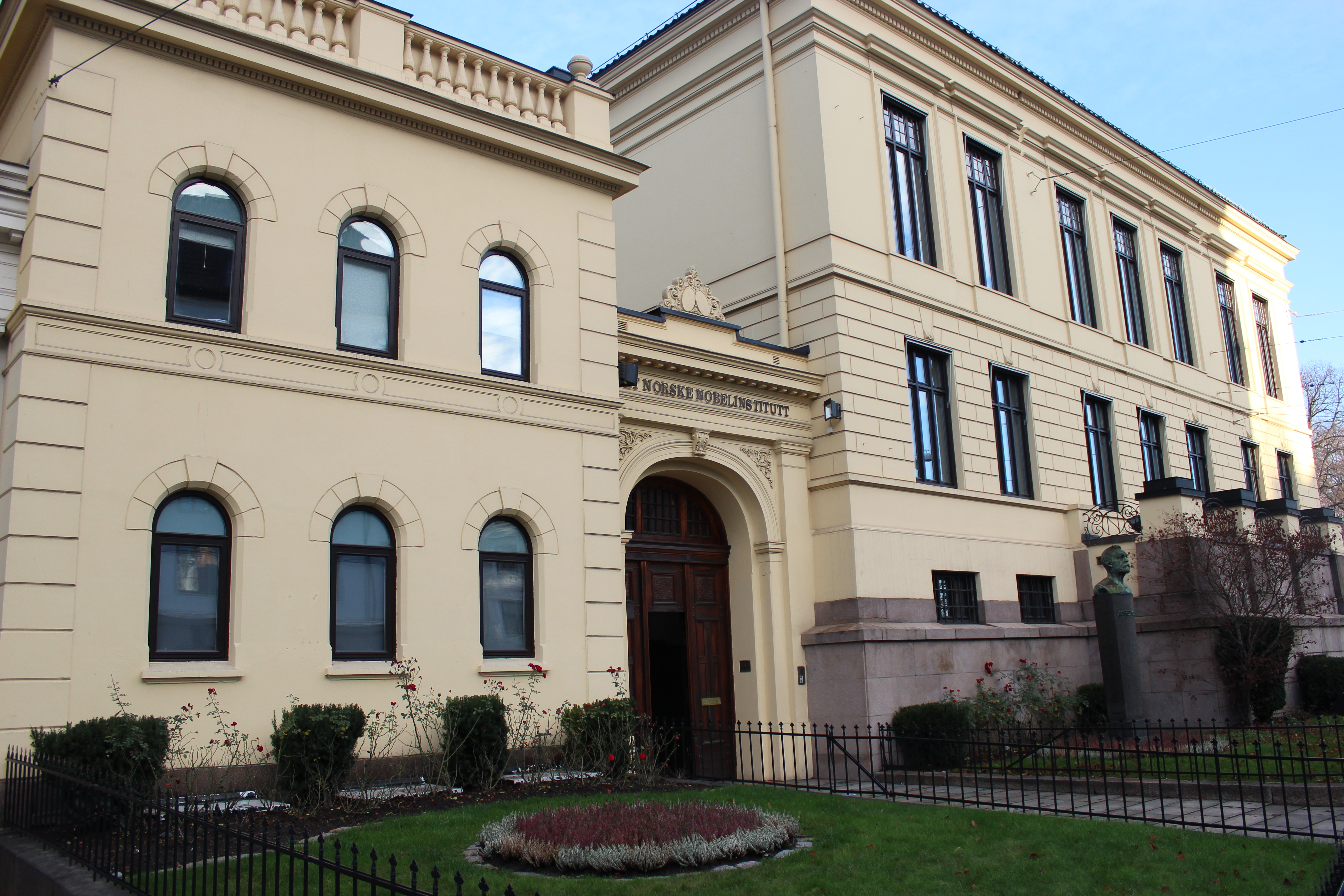
دفتر موسسه نوبل نروژ در اسلو

## نگاه کلی
این موسسه در سال ۱۹۰۴ در کریستیانیا (اسلوی امروزی) پایه‌گذاری شد. وظیفه اصلی این موسسه، دستیاری کمیته نوبل نروژ در انتخاب دریافت‌کنندگان سالانه جایزه صلح نوبل و سازمان‌دهی مراسم اهدای جایزه نوبل در اسلو است.
کتابخانه این موسسه با ۲۰۴،۰۰۰ عنوان کتاب مربوط به امور صلح، مناقشه‌ها، و روابط بین‌الملل، بزرگترین کتابخانه از نوع خود در نروژ است. همچنین موسسه نوبل، بخش پژوهشی خود را دارد که پژوهش‌های امور جنگ و صلح را سازماندهی می‌کند. این موسسه، خود، هر سال جوایزی را به تعدادی از بازدیدکنندگان و پژوهش‌گران می‌دهد. این موسسه نشست‌ها، سمینارها و سخنرانی‌هایی را به همراه (اصطلاحاً) سمپوزیوم نوبل ترتیب می‌دهد تا متخصصان، دیدگاه‌ها و اطلاعات خود را با یکدیگر همرسانی کنند.